# Graptoppia exigua
Graptoppia exigua är en kvalsterart som först beskrevs av Sandór Mahunka 1983.  Graptoppia exigua ingår i släktet Graptoppia och familjen Oppiidae. Inga underarter finns listade i Catalogue of Life.